# Pheidole barumtaun
Pheidole barumtaun är en myrart som beskrevs av Horace Donisthorpe 1938. Pheidole barumtaun ingår i släktet Pheidole och familjen myror. Inga underarter finns listade i Catalogue of Life.